# Rudo Neshamba
Rudo Neshamba (sinh ngày 10 tháng 2 năm 1992) là một cầu thủ bóng đá của người Zimbabwe. Cô hiện d8ang chơi bóng cho cậu lạc bộ Weerams FC. Ngoài ra, cô cũng là thành viên của đội tuyển bóng đá quốc gia Bóng đá nữ Zimbabwe.

## Sự nghiệp Câu lạc bộ
Neshamba bắt đầu chơi bóng đá ở trường tiểu học và gia nhập Học viện Inline vào năm 2006. Vào năm 2013, cô được cho mượn trong khoảng thời gian 6 tháng cho đội bóng Double Action Ladies FC ở Botswana, nơi cô đã ghi 14 bàn sau chưa đầy nửa mùa giải.

## Sự nghiệp Quốc tế
Tại lần tổ chức 2008 của Cúp Liên đoàn bóng đá Nam Phi (COSAFA), Neshamba ra sân trong màu áo đội tuyển Bóng đá nữ quốc gia Zimbabwe lần đầu. Cô ghi được ba bàn thắng trong Giải đấu vòng loại Olympic CAF dành cho nữ 2015, trong đó có hai bàn thắng trong chiến thắng quyết định trước Cameroon, giúp giành chiến thắng gây gốc của Zimbabwe cho giải đấu cuối cùng ở Brazil.
Vào tháng 3 năm 2016, có thông báo rằng chấn thương đầu gối "mãn tính" đang gây nguy hiểm cho vị trí của Neshamba tại Thế vận hội Olympic và Hiệp hội bóng đá Zimbabwe (ZIFA) đã không trả tiền cho việc chăm sóc y tế cho nữ cầu thủ. Một nhà hảo tâm nước ngoài sống ở London đã cung cấp 90 đô la Z cho các lần quét đầu gối mà cô đang cần thiết.